# Speedy's Coming
«Speedy's Coming» es una canción de la banda alemana de hard rock y heavy metal Scorpions, publicada como sencillo en abril de 1975 por RCA Records e incluida como la pista inicial de su segundo álbum de estudio Fly to the Rainbow (1974). Escrita por Klaus Meine y Rudolf Schenker, su letra trata sobre el fanatismo de los jóvenes para con sus ídolos del rock. De acuerdo con la crítica. es el tema que establece el hard rock «marca registrada» de la agrupación.
Durante la década de 1970 era incluida generalmente en la lista de canciones que Scorpions interpretaba en vivo. En los últimos años, la banda la ha vuelto a tocar en directo sobre todo en las giras 50th Anniversary Tour y Crazy World Tour 2017-2020. Usualmente figura en sus álbumes recopilatorios, así como también se ha grabado para los en vivo Tokyo Tapes (1978), Live At Wacken Open Air 2006 (2008) y MTV Unplugged - Live in Athens (2013).

## Composición y grabación
Escrita por Klaus Meine y Rudolf Schenker, «Speedy's Coming» es una canción de hard rock que estableció el sonido «marca registrada» de la banda. Su letra trata sobre el fanatismo de los jóvenes para con sus ídolos del rock, citando como ejemplo a Alice Cooper, Ringo Starr y David Bowie. Su música posee «acordes enganchados, ritmos nítidos y ajustados y una voz directa» según el crítico Martin Popoff. Al igual que las demás canciones que componen el disco Fly to the Rainbow, su grabación se llevó a cabo en abril de 1974 en los Musicland Studios de Múnich.

## Interpretaciones en vivo
Durante la década de 1970 «Speedy's Coming» habitualmente figuraba en la lista de canciones que la banda interpretaba en vivo. En un concierto en Tokio se grabó para el primer álbum en vivo de Scorpions, Tokyo Tapes (1978). En 2006 junto con la participación especial del guitarrista Uli Jon Roth la interpretaron en el festival Wacken Open Air, cuya presentación salió al mercado en 2008 en DVD con el título de Live At Wacken Open Air 2006. En ella, Klaus Meine modificó la letra original para hacer alusión a los guitarristas de la banda: Roth, Michael Schenker y Matthias Jabs. En 2013, la arreglaron en formato acústico para el espectáculo en vivo MTV Unplugged - Live in Athens. Por su parte, en las giras de concierto 50th Anniversary Tour (2015-2016) y Crazy World Tour 2017-2020 la tocaron en vivo dentro de un popurrí de éxitos de los setenta.

## Posicionamiento en listas musicales
| País   | Lista (1976)    | Posición |
| ------ | --------------- | -------- |
| Suecia | Poporama Top 15 | 13       |

## Lista de canciones
| N.º | Título                | Escritor(es)    | Duración |  |
| 1.  | «Speedy's Coming»     | Schenker, Meine | 3:23     |  |
| 2.  | «They Need a Million» | Schenker, Meine | 4:50     |  |

## Músicos
- Klaus Meine: voz
- Rudolf Schenker: guitarra rítmica
- Uli Jon Roth: guitarra líder
- Francis Buchholz: bajo
- Jürgen Rosenthal: batería